# Літературна премія імені Анатолія Єрмака
Літературна премія імені Анатолія Єрмака — премія всеукраїнського конкурсу за найкращий публіцистичний твір «Що таке національна ідея та патріотизм», присвячений пам'яті Анатолія Єрмака, заснований Лігою українських меценатів, Міжнародним освітнім фондом імені Ярослава Мудрого, Міжнародною благодійною фундацією лікаря Берсенєва за сприяння Національної радіокомпанії України.

## Історія заснування премії
Анатолій Єрмак був одним із найпослідовніших борців з корупцією у вищих ешелонах влади, депутатом Верховної Ради. Інженер-металург Анатолій Єрмак, одягнувши колись погони офіцера держбезпеки, служив не тоталітарній системі, а українському народові, — борючись із кримінальними злочинцями, ліквідовуючи наслідки Чорнобильської біди у найважчі, перші після катастрофи місяці. Служив він народові й уже в незалежній Україні, працюючи у відділі боротьби з корупцією і організованою злочинністю Головного управління військової контррозвідки СБУ. Саме з іменем Анатолія Єрмака асоціюється діяльність депутатського об'єднання «Антимафія», на рахунку якого — десятки й сотні умотивованих кримінальних подань проти найвищих посадовців. Ця людина до останніх днів була у вирі громадського життя. Життя Анатолія Єрмака урвалося на льоту, але ми мусимо пам'ятати про нього і мати його за взірець. І особливо це стосується наших найменших, які повинні мати взірці для наслідування. Лікар Володимир Берсенєв свого часу сказав: «Якби була одиниця виміру совісті, то її слід було б назвати Єрмак».

## Лауреати

### 2009 рік
Першу премію присуджено студентці з Чернівців Тетяні Полубко.
Другу — Сергієві Савощенку з села Веселий Хутір Чорнобаївського району Черкаської області.
Третю — Ірині Гупалик із села Фаринки Камінь-Каширського району на Волині (обоє школярі) та ліцеїстові з Білої Церкви на Київщині Юрієві Паустовському.
Заохочувальні премії в Світлани Гужви із села Сторожове Чутівського району Полтавської області та Валерія Ольшанського із міста Саки в Криму.

### 2008 рік
Перша премія. Володимир Клим-Грабницький із Вижниці на Буковині за публіцистичну працю «Права народів», що вийшла окремим виданням у вижницькому видавництві «Черемош».
Друга премія. Ірина Намакштанська з Макіївки Донецької області за книжку пегагогічних роздумів «Як дбаємо, так і маємо» (видано в Макіївці).
Третя премія. Леонід Ржепецький із Миколаєва за книжки «У долі людини — доля України» та «Яка ти чудова, українська мова».
Перша премія серед школярів та студентів в одинадцятикласниці Тетяни Полубко з Чернівців.
Друга — в Дмитра Скоцика — дев'ятикласника з Нововолинського ліцею-інтернату Волинської області.
Третя в Максима Матвєєва, п'ятикласника з Білої Церкви Київської області.
Дипломами й бібліотечками відзначено Тетяну Коломійченко з міста Вільногорська Дніпропетровської області, п'ятикласницю Ірину Гупалик із села Пнівне Камінь-Каширського району на Волині, Анатолія Довгуна — також із Волині й Людмилу Сиваш із Києва.

### 2007 рік
Перша премія: Саливанюк Орися (м. Рівне)
Друга премія: Саливанюк Лідія (м. Рівне), Чорнописький Юрій (м. Чернівці)
Третя премія: Зубков Михайло (м. Ананьїв, Одеська обл.), Ковальчук Дмитро (м. Сквира, Київська обл.)
Заохочувальні премії: Щербина Олександр (м. Нова Одеса, Миколаївська обл.), Семерин Наталія (с. Пациків, Івано-Франківська обл.), Ольшанський Валерій (м. Саки, АР Крим), Куць Тетяна (с. Свинарка, Черкаська обл.), Мрачко Ярослав (м. Дніпродзержинськ, Дніпропетровської обл.)

### 2006 рік

#### 5-9 класи
Перша премія: Бідненко Мар'яна (м. Київ)
Друга премія: Івичук Соломія (м. Семенівка, Чернігівська обл.), Гвардзабія Теона (м. Тбілісі, Грузія)
Третя премія: Макієнко Валентина (Бориспільський р-н, Київська обл.), Кукіль Любомир (м. Коломия, Івано-Франківська обл.)

#### 10-11 класи
Перша премія: Новак Тетяна (м. Семенівка, Чернігівська обл.)
Друга премія: Золотарьова Яна (м. Черкаси)
Третя премія: Косінська Катерина (м. Старокостянтинів, Хмельницька обл.)

#### Студенти
Перша премія: Гуменюк Надія (м. Коломия, Івано-Франківська обл.)
Друга премія: Михасюк Ганна (м. Рівне)
Третя премія: Саливонюк Лідія (м. Рівне)
Заохочувальні премії: Ольшанський Валерій (м. Саки, АР Крим), Марченко Ірина (с. Теньківка, Житомирська обл.), Сіряк Юлія (м. Біла Церква, Київська обл.), Бабченко Олександр (Вінницька обл.)

### 2005 рік
Перша премія: Ковальчук-Ожго Євген (м. Київ), Байдалюк Ірина (м. Семенівка, Чернігівська обл.), Бурік Вікторія (м. Лисичанськ, Луганська обл.)
Друга премія: Саливанюк Орися (м. Рівне), Перцовський Костянтин (м. Сіверськодонецьк, Луганська обл.), Півницька Софія (м. Нововолинськ, Волинська обл.), Мудріцька Ірина (м. Кам'янка, Черкаська обл.)
Третя премія: Килівник Марина (м. Старокостянинів, Хмельницька обл.), Чорнописький Юрій (м. Чернівці), Іванцова Анастасія (смт. Єланець, Миколаївська обл.)
Заохочувальні премії: Моргун Ірина (м. Ладижин, Вінницька обл.), Кисіль Сергій (с. Веселий Хутір, Черкаська обл.), Ямпольський Андрій (м. Київ), Козловська Оксана (с. Ковалиха, Черкаська обл.), Крикун Тетяна (смт. Степанівка, Сумська обл.), Прихода Ірина (м. Шепетівка, Хмельницька обл.), Гибало Інна, Клімова Леся, Келеберда Катерина, Юрасик Марина, Орєхова Ольга — м. Черкаси, учні Черкаського обласного навчально-методичного центру професійно-технічної освіти